# Boicot

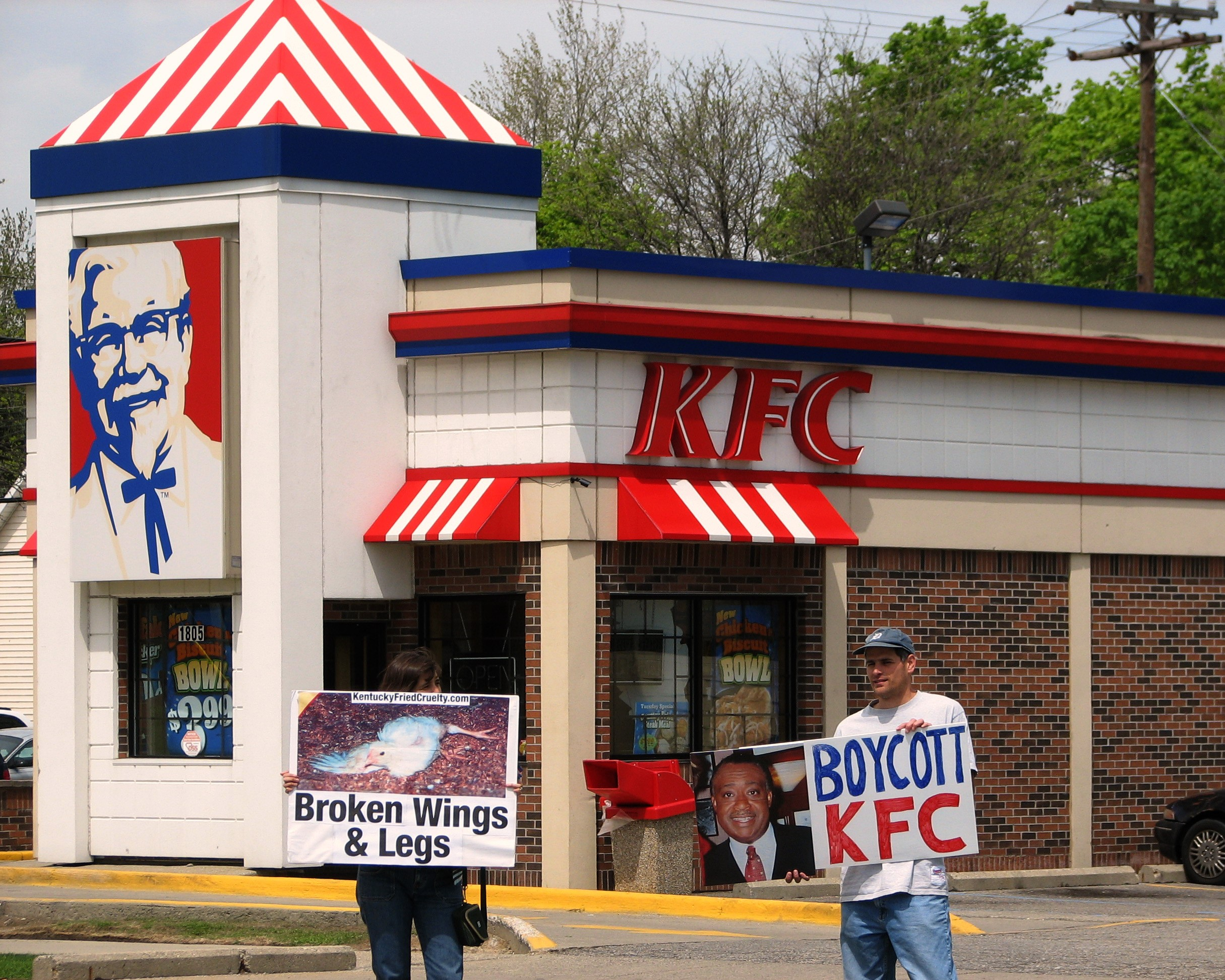
Persoanele care solicită boicotarea afacerilor KFC, Michigan, 2007.

Boicotul este o interdicție declarată împotriva unui individ, a unui grup social, a unui stat prin care se stabilește refuzul de a cumpăra, a vinde sau a întreține orice fel de relații cu cei supuși acestui procedeu. 
Boicotul mai este și o metodă de luptă politică sau economică, constând în sistarea organizată a relațiilor cu o persoană (fizică sau juridică) în semn de represalii.
Din cuvântul boicot a derivat verbul a boicota, cu sensul de a priva o persoană sau o entitate de orice relație socială și/sau comercială, în scopul de a o prejudicia și de a o forța astfel să cedeze și să facă ceea ce i se cere.
În relațiile internaționale, în temeiul Cărții ONU, este una dintre măsurile coercitive (fără utilizarea forțelor armate) de a menține pacea. Aceasta constă în refuzul statului de a menține relații cu orice stat sau grup de state. Orice încetare a relațiilor cu cineva care protestă împotriva ceva poate fi numit boicot. Acesta a fost numit astfel de numele conducătorului englez Charles Boycott, împotriva căruia în 1880 măsura a fost aplicată de chiriașii irlandezi.

## Originea termenului
În timpul crizei agrare din secolul al XIX-lea, căpitanul Charles Boycott era administrator al moșiilor lordului Earne din comitatul Mayo (Irlanda). În anul 1879, când arendașilor din Irlanda li s-au impus taxe deosebit de grele, Liga Arendașilor a hotărât izolarea moșierilor. Prima victimă a campaniei antimoșierime a fost căpitanul Boycott. Zilierii, postașii și negustorii au refuzat orice contact cu acesta și cu familia lui. După un an, familia Boycott a fost nevoită să părăsească moșia și să se refugieze în Anglia. Actul de izolare a familiei Boycott a intrat în vocabularul internațional prin eponimul boicot.

## Boicoturile celebre

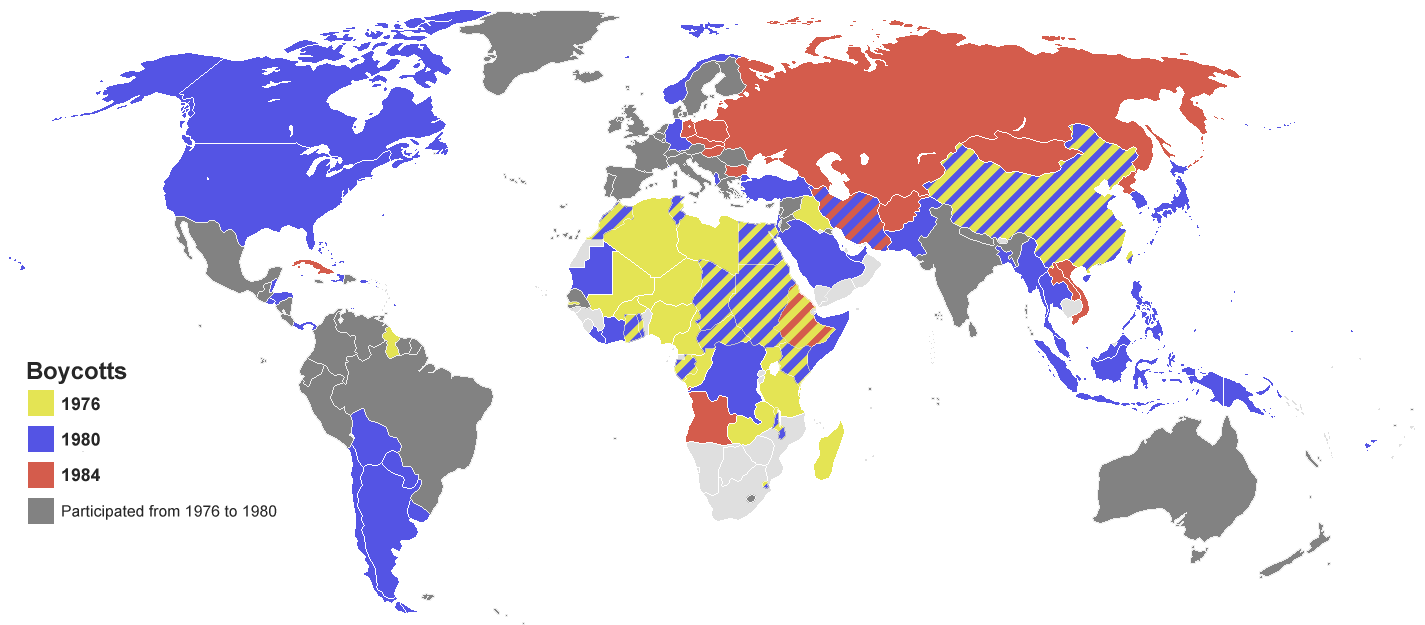
Boicotele olimpice din 1976, 1980 și 1984

Unul dintre primele boicoturi celebre, chiar înainte de apariția cuvântului "boicot", a fost organizat de mișcarea aboliționistă din Anglia la sfârșitul secolului al XVIII-lea. Membrii mișcării au refuzat să consume zahăr din trestie și alte produse ale muncii sclavice și în cele din urmă, au reușit să convingă o parte semnificativă a lumii din Londra că băutul de ceai cu zahăr era imoral. Acesta a fost unul dintre impulsurile pentru eliminarea sclaviei în Imperiul Britanic în 1833.
Primul boicot oficial, organizat la nivel de stat, a fost un boicot de o zi la nivel național pe firmele și magazinele evreiești, la 1 aprilie 1933 în Germania nazistă.
Boicoturile sunt adesea folosite de mișcările de eliberare națională și de lupta pentru drepturile civile. De exemplu, în prima jumătate a secolului al XX-lea, mișcările naționaliste chineze (mișcarea din 4 mai, Kuomintang etc.) organizau în mod regulat boicoturi de bunuri japoneze, în semn de protest împotriva politicii imperiului japonez față de China. Mahatma Gandhi în 1921, în timpul luptei pentru independența Indiei, a cerut indienilor să boicoteze firmele britanice și instituțiile de învățământ. Boicoturile la nivel local (împotriva organizațiilor specifice care discriminează pe baza rasei) au fost una dintre principalele metode de luptă pentru drepturile civile ale negrilor din Statele Unite în anii 1950 și 1960.
Boicoturile Jocurilor Olimpice sunt cunoscute. De exemplu, Statele Unite și un număr de aliați ai acestora au boicotat Jocurile Olimpice de vară din 1980 de la Moscova din cauza intrării trupelor sovietice în Afganistan în 1979. Ca răspuns, URSS și majoritatea țărilor socialiste au boicotat Jocurile Olimpice de vară din 1984 din Los Angeles.
Unul dintre cele mai recente boicoturi la scară largă a fost organizat în țările arabe împotriva produselor alimentare daneze în 2006, ca rezultat al unui scandal de desene animate celebru.